# 제3의 사나이
《제3의 사나이》(The Third Man 또는 The 3rd Man)는 1949년 영국에서 흑백으로 제작된 필름 누아르 미스테리 스릴러 영화이다. 캐럴 리드 감독의 작품이며, 조지프 코튼, 알리다 발리, 트레버 하워드, 그리고 오슨 웰스가 출연하였다. 그레이엄 그린 (Graham Greene)이 쓴 동명 소설을 원작으로 하였으며, 원작가 그린이 직접 영화의 각본을 쓰기도 했다. 칸 영화제 대상 수상작이며, BFI가 선정한 최고의 영국 영화 목록에서 1위를 할 정도로 최고의 고전 명작으로 손꼽히는 작품이다.
기교파의 캐롤 리드 감독이 현란(絢爛)한 기교를 최대한으로 부려 보인 스릴러 영화이다. 패전 직후의 황폐한 빈의 거리를 멋들어진 카메라워크로 보여준다. 정체 불명의 패거리에게 추격당한 소설가가 거리를 도망쳐 다니는 장면의 서스펜스, 지하도에서의 큰 수확, 그 중에서도 조셉 코튼과 알리다 바리가 잠자코 엇갈려 지나가는 라스트신의 앙상한 가로수길의 애절감은 가장 잘 된 부분이다.
미국의 소설가(코튼)가 아직 4개국의 관리하에 있는 전후의 빈에 가서 죽었다는 친구(웰즈)의 수수께끼를 풀려고 한다. 그런데 친구는 살아있고 악덕 암거래상(闇去來商)을 하고 있다. 그리고 한 사람의 천재를 위해서는 미련한 대중은 많이 죽어도 괜찮다고 떠들어 댄다. 소설가는 영국군 장교의 설득을 받고 그를 체포하기 위해 협력한다. 하수도에서 추적 끝에 암거래상인 친구는 죽고 소설가는 친구의 연인이었던 여자(바리)와 쓰라린 작별을 한다.

## 줄거리
제2차 세계 대전이 끝난 직후의 시기, 1940년대 후반 오스트리아 빈은 전쟁에서 승리한 연합국의 구성원인 소련, 프랑스, 영국, 미국에 의해 4개의 구역으로 나뉘어 치안이 유지되었다.
미국인 3류 소설가 홀리 마틴스는 빈에서 정착하여 지내던 친구 해리 라임으로부터 일자리 소개를 받고서 먼거리를 마다하지 않고 빈까지 오게 된다. 하지만 도착하자마자 해리의 사고 사망 소식이 전해져 오고, 이에 당황한 홀리가 오히려 해리의 죽음에 관여되어 있다는 누명까지 쓰게 된다. 이방인으로서 적응하기에도 바쁜 홀리는 사건의 진실과 해리의 행방에 대해 자체적으로 조사해 나가기 시작한다.

## 출연진
| 배우                  | 배역                       |
| --------------------- | -------------------------- |
| 조지프 코튼           | 홀리 마틴스, 미국인 소설가 |
| 알리다 발리           | 애나 슈미트, 연극 배우     |
| 오슨 웰스             | 해리 라임, 홀리의 친구     |
| 트레버 하워드         | 캘러웨이 소령              |
| 버나드 리             | 페인 하사                  |
| 에른스트 도이취       | '남작' 쿠르츠, 해리의 친구 |
| 지그프리트 브로이어   | 포페스쿠, 해리의 친구      |
| 윌프리드 하이드와이트 | 크래빈, G.H.Q. 지부장      |

## 특징

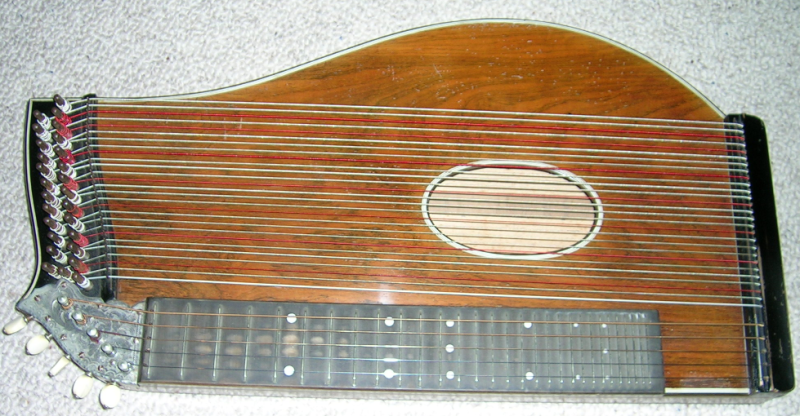
치터

가장 두드러지는 기술적인 특징은 독일 표현주의 촬영 감독 로버트 크래스커에 의한 강렬한 흑백 미장센이다. 실제 지평선과 화면 속의 지평선을 평행하게 촬영하는 것이 아닌, 카메라 각도를 비틀어서 독창적인 화면 구도를 완성하였고, 흑백의 차이를 극대화시키며, 그림자의 활용도를 높이는 등 필름 누아르의 미학을 한 단계 발전시켰다. 크래스커는 미국 아카데미 영화상에서 촬영상을 수상하기도 하였다.
영화 음악을 맡은 안톤 카라스는 오스트리아의 민속 현악기인 치터(Zither)를 가지고 만든 연주곡으로 영화 음악을 구성하였다. 그의 음악은 어둡고 황량하며 쓸쓸한 극의 분위기에 서정적인 느낌도 잘 녹아들도록 하는 데에 큰 역할을 하였다.
한편, 이 영화는 오슨 웰스의 출연으로도 잘 알려져 있지만 실제 웰스가 출연한 분량은 10분 가량밖에 되지 않는다.

## 수상 내역
| 연도 | 주최국 | 주관        | 수상 부문               | 주석          |
| ---- | ------ | ----------- | ----------------------- | ------------- |
| 1951 | 미국   | 아카데미 상 | 촬영상 (흑백 부문)      | [ 15 ]        |
| 1950 | 영국   | 아카데미 상 | 영국 영화 최우수 작품상 | [ 16 ]        |
| 1949 | 프랑스 | 칸 영화제   | 대상                    | [ 17 ] [ 18 ] |

## 최고의 영화 선정 리스트
| 연도 | 주최국 | 주관                                    | 선정 내용                            | 순위      | 주석                       |
| ---- | ------ | --------------------------------------- | ------------------------------------ | --------- | -------------------------- |
| 2008 | 영국   | 《엠파이어》                            | 역대 가장 위대한 영화 500선          | 21위      | [ 19 ]                     |
| 2006 | 영국   | 《토탈 필름》독자                       | 역대 가장 위대한 영화 100선          | 45위      | [ 20 ]                     |
| 2005 | 영국   | 《토탈 필름》 편집위원                  | 역대 가장 위대한 영화 100선          | 26위      | [ 21 ]                     |
| 2005 | 미국   | 《시카고 선타임스》 평론가, 로저 이버트 | 역대 위대한 영화 100선               | 순위 없음 | [ 9 ] [ 22 ] [ 23 ] [ 24 ] |
| 2003 | 영국   | 《죽기 전에 꼭 봐야 할 영화 1001편》    | 《죽기 전에 꼭 봐야 할 영화 1001편》 | 순위 없음 | [ 25 ]                     |
| 1999 | 영국   | 영국 영화 연구소(BFI)                   | 역대 위대한 영국 영화 100선          | 1위       | [ 26 ] [ 27 ]              |
| 1998 | 미국   | 미국 영화 연구소(AFI)                   | 역대 위대한 미국 영화 100선          | 57위      | [ 28 ]                     |
| 1998 | 한국   | 《한겨레 신문》                         | 영화 100년, 영화 100편               | 순위 없음 |                            |